# Frontière entre la France et Madagascar
La frontière entre la France et Madagascar est intégralement maritime, dans l'océan Indien, et concerne les différentes îles Éparses, sous administration française mais revendiquées[réf. souhaitée] par Madagascar. En raison[réf. souhaitée] de ce désaccord de souveraineté, aucun accord frontalier n'a été signé entre les deux pays.